# Tautológia (logika)
A logikában a tautológia egy azonosan igaz állítás, másképpen ítéletlogikai törvény.

## Definíció
A tautológia egy olyan állítás, amely a saját értelménél fogva igaz: igazságtartalma közvetlenül következik a benne szereplő fogalmak definíciójából, illetve az axiómákból. Lazábban értelmezve sokszor mondják más analitikus jellegű állításokról, hogy értelmetlen tautológiák – ez a szóhasználat azonban pongyola, hiszen a tautológia az analitikus állításokhoz hasonló, de annál szűkebb osztály. Van olyan vélekedés, miszerint a matematika és logika minden igaz állítása tautológia.

### Példa
| {\displaystyle X} | {\displaystyle \lnot X} | {\displaystyle X\vee \lnot X} |
| ----------------- | ----------------------- | ----------------------------- |
| I                 | H                       | I                             |
| H                 | I                       | I                             |

A táblázat első oszlopa egy X állítás I igaz és H hamis logikai értékekkel. A második oszlop ennek az állításnak a tagadását képező állítás logikai értékeit tartalmazza és elmondja, hogy ha X állítás igaz, akkor az ellentéte nyilván hamis, vagy megfordítva.
A harmadik oszlop a logikai vagy kapcsolatba hozza X állítást és tagadását. Mivel egy állítás és annak tagadása között az egyik mindenképp igaz, ezért a vagy relációba hozott összetett állítás nyilvánvalóan mindig igaz, azaz tautológia. A {\displaystyle X\vee \lnot X\!} formula tehát tautológia, mert az igazságtáblájában a formula alatt csak I igazságértéket találunk.

## Tudományos tautológia
Fogalom meghatározása önmagával; logikai hiba. Például: „A bútor olyan bútor, amely…”
A nyelvészetben a tautológia terjengős szerkezet, felesleges minősítést jelöl. Iskolás definíciója: "ugyanannak a dolognak a többszöri megfogalmazása".

## Logikai tautológiák
A logikai tautológia egy olyan állítás, ami minden logikailag lehetséges világban lehetséges. Például: "Az ég néha kék" kijelentés nem tautológia, mert létezhetnek olyan világok, ahol az ég sohasem kék. De "A kék az kék" mondat tautológia, mert a külső tényekre való tekintet nélkül igaz. 
A tautológia ellentéte az ellentmondás, amely egy olyan állítás, amely mindig hamis, tekintet nélkül arra, hogy egyes részei igazak lehetnek.

## Tautológia a retorikában és a nyelvészetben
A retorikában és a nyelvészetben a tautológia (magyarul szószaporítás) fogalom, gondolat vagy nyelvi viszony azonos jelentésű szavakkal való ismétlése, vagy ugyanannak a szótőnek eltérő toldalékokkal azonos vagy különböző szófaji minőségben történő megismétlése.